# Розенбом, Иван Иванович
Иван Иванович (Юган Эрикович) Розенбом (1829—1877) — русский полковник, герой русско-турецкой войны 1877—1878 гг.

## Биография
Юган Розенбом родился в 1829 году; происходил из древней дворянской фамилии Великого Княжества Финляндского; воспитывался в частном учебном заведении. Службу в армии начал унтер-офицером  в Лейб-гвардии Финском стрелковом батальоне, в который был зачислен в 1846 г. 
В 1849 году участвовал в походе к западным границам Российской империи в связи с военными действиями в Венгрии, в 1850 году  произведён в прапорщики с переводом в Гренадерский генералиссимуса князя Суворова полк. 
В 1852 году Иван Иванович Розенбом был произведён в подпоручики, а в 1856 году (20 августа) в чине поручика переведён в Лейб-гвардии Волынский полк.
Произведённый в штабс-капитаны в 1861 г. он в 1863 и 1864 гг., находясь в составе войск Варшавского военного округа, под командованием генерала барона Криденера принимал участие в подавлении Польского восстания и особенно отличился в стычке с повстанцами у деревни Мыслово Люблинской губернии. 
23 мая 1865 года Розенбом был назначен командиром 25-го резервного батальона. 31 марта 1868 года был произведён в полковники. В 1873 г. переведён командиром 17-го пехотного Архангелогородского Его Императорского Высочества Великого Князя Владимира Александровича полка. 
8 июля 1877 года Иван Иванович Розенбом погиб смертью героя в жарком бою на одной из улиц города Плевны: дважды раненый, но не покинувший вверенного ему полка, он пал, сраженный пулей в голову.